# Auf der Suche nach Salome
 Auf der Suche nach Salome ist eine Fernsehserie, die vom Schweizer Fernsehen, dem SWF und dem WDR produziert wurde. Die Erstausstrahlung in der Schweiz erfolgte im Jahr 1991, in Deutschland erst 2006. Die Serie schildert die Entführung eines vierjährigen Mädchens und die dramatische Suche der Eltern nach ihrem Kind.

## Handlung
Leonie und Tom Sauter leben mit ihrer kleinen Tochter Salomé in der Nähe von Zürich. Ihr Familienglück wird jäh zerstört, als Salomé eines Tages vor einem Supermarkt entführt wird, während ihre Mutter beim Einkaufen ist. Eine von der Zürcher Polizei unter der Führung von Kommissar Gottlieb und seinem Assistenten Andy Bauer durchgeführte Suchaktion bleibt erfolglos. Da taucht die Lösegeldforderung eines gewissen Monte auf. Bei der Übergabe des Lösegelds geht jedoch einiges schief und Tom Sauter wird selber zum Gejagten. Mit der Hilfe des Privatdetektivs Lüthi und der Journalisten Ulla Merz macht er sich auf die Suche nach der Tochter. Die Spur zieht sich durch halb Europa.

## Hintergrund
Die sehr aufwendig produzierte Serie wurde 1990 in der Schweiz, Frankreich, Deutschland und England gedreht. Während die Erstausstrahlung in der Schweiz zeitnah bereits 1991 stattfand, wurde die Serie in Deutschland bedingt durch die Umstrukturierung der ARD-Regionalprogramme erst 2006 im SWR Fernsehen gesendet.

## Schauspieler und Rollen
| Schauspieler        | Rolle              | Folgen |
| ------------------- | ------------------ | ------ |
| Paul Bühlmann       | Charly Plüss       | 6      |
| Jürgen Cziesla      | Detektiv Lüthi     | 3      |
| Alexander Gittinger | Andy Bauer         | 6      |
| Ruth Hausmeister    | Mary Peterson      | 3      |
| Walo Lüönd          | Kommissar Gottlieb | 6      |
| Katharina Meinecke  | Ulla Merz          | 6      |
| Fabienne Riklin     | Salomé Sauter      | 6      |
| Carin C. Tietze     | Leonie Sauter      | 6      |
| Andreas Voss        | Daniel Kern        | 6      |
| Heidelinde Weis     | Linda Hall         | 6      |
| Stefan Witschi      | Tom Sauter         | 6      |

## Episoden
| Folge | Titel                    | Ausstrahlung (CH) | Ausstrahlung (D) |
| ----- | ------------------------ | ----------------- | ---------------- |
| 1     | Entführt                 | 20. Februar 1991  | 9. Januar 2006   |
| 2     | Mordverdacht             | 4. März 1991      | 16. Januar 2006  |
| 3     | Die Spur                 | 11. März 1991     | 23. Januar 2006  |
| 4     | Köln Connection          | 18. März 1991     | 30. Januar 2006  |
| 5     | Der Zeuge                | 25. März 1991     | 6. Februar 2006  |
| 6     | Entscheidung in Brighton | 25. März 1991     | 13. Februar 2006 |